# Caledonia (Contea di Columbia, Wisconsin)
Caledonia è un comune degli Stati Uniti, situato in Wisconsin, nella Contea di Columbia.